# Cratere Danielson
Danielson  è un cratere sulla superficie di Marte.